# Southeast Fairbanks Census Area
Southeast Fairbanks Census Area is een borough in de Amerikaanse staat Alaska.
De borough heeft een landoppervlakte van 64.270 km² en telt 6.174 inwoners (volkstelling 2000).